# Siria en los Juegos Olímpicos de Atenas 2004
Siria estuvo representada en los Juegos Olímpicos de Atenas 2004 por seis deportistas, cinco hombres y una mujer, que compitieron en cinco deportes.
El portador de la bandera en la ceremonia de apertura fue el atleta Mohamad Hazuri.

## Medallistas
El equipo olímpico sirio obtuvo las siguientes medallas:
| Nombre         | Deporte | Competición |
| -------------- | ------- | ----------- |
| Oro            |         |             |
| —              |         |             |
| Plata          |         |             |
| —              |         |             |
| Bronce         |         |             |
| Naser Al-Shami | Boxeo   | 91 kg M     |